# Communauté d’agglomération Val Parisis
Die Communauté d’agglomération Val Parisis ist ein französischer Gemeindeverband mit der Rechtsform einer Communauté d’agglomération im Département Val-d’Oise in der Region Île-de-France. Sie wurde am 14. Dezember 2015 gegründet und umfasst 15 Gemeinden. Der Verwaltungssitz befindet sich im Ort Beauchamp.

## Historische Entwicklung
Der Gemeindeverband entstand mit Wirkung vom 1. Januar 2016 durch die Fusion der Vorgängerorganisationen Communauté d’agglomération Le Parisis und Teilen der Communauté d’agglomération Val et Forêt. Zusätzlich schloss sich die Gemeinde Frépillon aus der Communauté de communes de la Vallée de l’Oise et des Impressionnistes an, die zeitgleich ebenfalls aufgelöst wurde.

## Mitgliedsgemeinden
| Gemeinde                               | Einwohner 1. Januar 2022 | Fläche km² | Dichte Einw./km² | Code INSEE | Postleitzahl |
| -------------------------------------- | ------------------------ | ---------- | ---------------- | ---------- | ------------ |
| Beauchamp                              | 9.506                    | 3,02       | 3.148            | 95051      | 95250        |
| Bessancourt                            | 8.521                    | 6,39       | 1.333            | 95060      | 95550        |
| Cormeilles-en-Parisis                  | 27.086                   | 8,48       | 3.194            | 95176      | 95240        |
| Eaubonne                               | 25.934                   | 4,42       | 5.867            | 95203      | 95600        |
| Ermont                                 | 29.189                   | 4,16       | 7.017            | 95219      | 95120        |
| Franconville                           | 38.024                   | 6,19       | 6.143            | 95252      | 95130        |
| Frépillon                              | 3.327                    | 3,35       | 993              | 95256      | 95740        |
| Herblay-sur-Seine                      | 31.818                   | 12,74      | 2.497            | 95306      | 95220        |
| La Frette-sur-Seine                    | 4.587                    | 2,02       | 2.271            | 95257      | 95530        |
| Le Plessis-Bouchard                    | 8.333                    | 2,69       | 3.098            | 95491      | 95130        |
| Montigny-lès-Cormeilles                | 22.390                   | 4,07       | 5.501            | 95424      | 95370        |
| Pierrelaye                             | 10.230                   | 9,21       | 1.111            | 95488      | 95480        |
| Saint-Leu-la-Forêt                     | 16.047                   | 5,24       | 3.062            | 95563      | 95320        |
| Sannois                                | 26.772                   | 4,78       | 5.601            | 95582      | 95110        |
| Taverny                                | 27.065                   | 10,48      | 2.583            | 95607      | 95150        |
| Communauté d’agglomération Val Parisis | 288.829                  | 87,24      | 3.311            | –          | –            |